# Poliamida

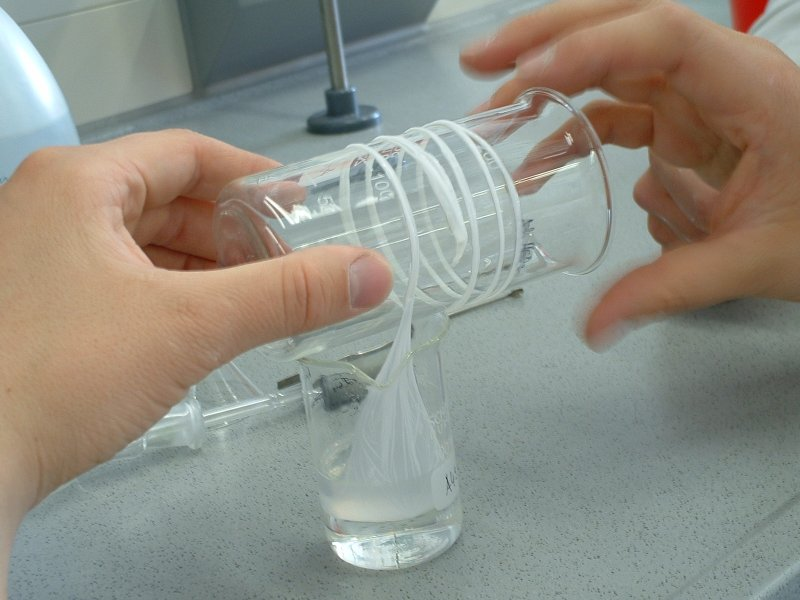
El nylon es un tipo de poliamida

La poliamida es un tipo de polímero que contiene enlaces de tipo amida. Las poliamidas se pueden encontrar en la naturaleza, como la lana o la seda, y también pueden ser sintéticas, como el nailon o el Kevlar.
Las primeras poliamidas fueron sintetizadas por la empresa química DuPont Corporation, por el equipo dirigido por el químico Wallace Hume Carothers, que comenzó a trabajar en la firma en 1928.
Las poliamidas como el nylon se comenzaron a emplear como fibras sintéticas, aunque han terminado por emplearse en la fabricación de cualquier material plástico.
Las aramidas son un tipo de poliamidas en las que hay grupos aromáticos formando parte de su estructura. Por ejemplo, se obtienen fibras muy resistentes a la tracción como el Kevlar, o fibras también muy resistentes al fuego, como el Nomex, ambas comercializadas por DuPont.

## Clasificación
Las poliamidas se clasifican de acuerdo con la composición de la cadena principal:
| Familia de poliamidas          | Cadena principal            | Ejemplos de poliamidas                         | Ejemplos de marcas comerciales                                                       |
| ------------------------------ | --------------------------- | ---------------------------------------------- | ------------------------------------------------------------------------------------ |
| Poliamidas alifáticas          | Hidrocarburo alifático      | Nylon 6 o PA 6 y nylon 6,6 o PA 66             | Nailon de DuPont                                                                     |
| Politereftlamidas              | Hidrocarburo semi-aromático | PA 6T = Hexametilendiamina + ácido tereftálico | Amodel de Solvay                                                                     |
| Aramidas = aromatic polyamides | Hidrocarburo aromático      | Parafenilendiamina + ácido tereftálico         | Kevlar y Nomex de DuPont, Teijinconex, Twaron y Technora de Teijin, Kermel de Kermel |